# Liste der Monuments historiques in Meursault
Die Liste der Monuments historiques in Meursault führt die Monuments historiques in der französischen Gemeinde Meursault auf.

## Liste der Immobilien
| Bezeichnung         | Beschreibung                                                                                        | Standort                           | Kennzeichnung | Schutzstatus | Datum      | Bild           |
| ------------------- | --------------------------------------------------------------------------------------------------- | ---------------------------------- | ------------- | ------------ | ---------- | -------------- |
| Château de la Velle | Schloss, 16. Jahrhundert                                                                            | 10 rue de la Velle (Lage)          | PA00112750    | Inscrit      | 1989       | weitere Bilder |
| Kirche St-Nicolas   | um 1480 erbaut                                                                                      | Place de l’Hotel de Ville (Lage)   | PA00112540    | Classé       | 1846       | weitere Bilder |
| Maison-Dieu         | Leprosenhaus, Anfang des 12. Jahrhunderts, ab dem frühen 19. Jahrhundert landwirtschaftlich genutzt | 16 Route Départementale 974 (Lage) | PA00112541    | Inscrit      | 1926 /2003 | weitere Bilder |

## Liste der Objekte
| Bezeichnung                | Beschreibung                           | Standort                        | Kennzeichnung | Schutzstatus   | Datum     | Bild |
| -------------------------- | -------------------------------------- | ------------------------------- | ------------- | -------------- | --------- | ---- |
| Skulptur Madonna mit Kind  | Kalkstein, 15. Jahrhundert             | in der Kirche St-Nicolas (Lage) | PM21001492    | Classé         | 1908      |      |
| Orgel                      | Ensemble aus PM21002624 und PM21003831 | in der Kirche St-Nicolas (Lage) | PM21003100    | Classé Inscrit | 1990 2018 |      |
| Orgelprospekt und -empore  | 1927 von Charles Mutin gebaut          | in der Kirche St-Nicolas (Lage) | PM21003831    | Inscrit        | 2018      |      |
| Instrumentalteil der Orgel | 1927 von Charles Mutin gebaut          | in der Kirche St-Nicolas (Lage) | PM21002624    | Classé         | 1990      |      |
| Skulptur eines Bischofs    | Holz, farbig gefasst, 18. Jahrhundert  | in der Kirche St-Nicolas (Lage) | PM21003787    | Inscrit        | 1981      |      |
| Weihrauchfass              | Silber, 19. Jahrhundert                | in der Kirche St-Nicolas (Lage) | PM21003827    | Inscrit        | 1985      |      |
| Altarkreuz                 | Holz, Elfenbein, 17. Jahrhundert       | in der Kirche St-Nicolas (Lage) | PM21003828    | Inscrit        | 1985      |      |
| Zwei Reliquienbüsten       | Holz, farbig gefasst, 18. Jahrhundert  | in der Kirche St-Nicolas (Lage) | PM21003829    | Inscrit        | 1985      |      |